# Victor Larock
Pour les articles homonymes, voir Larock.
Victor Larock (Ans, 6 octobre 1904 - Madrid, 24 avril 1977) était un homme politique belge socialiste. Après la Libération, il fut l'éditeur du journal Le Peuple.

## Biographie
Fils de mineur, fut proclamé docteur en philosophie et lettres de l'Université de Liège en 1926. Il fit aussi des études de sociologie à Paris ou il fut en contact avec des intellectuels de gauche. De 1930 à 1940, il fut professeur de latin et grec à l'Athénée Royal d'Ixelles et conférencier en histoire à l'Institut des Hautes Etudes de Gand.
Durant sa carrière politique, il fut notamment Ministre du Commerce extérieur, à partir du 23 avril 1954, puis des Affaires étrangères du 11 mai 1957 au 26 juin 1958, dans le gouvernement  Van Acker IV et Ministre de l'Éducation nationale et de la Culture, du 25 avril 1961 jusqu'en juillet 1963, dans le gouvernement Lefèvre. Durant son mandat dans le gouvernement Van Acker IV, il fut aussi le premier président du Conseil de l'Union européenne.

## Publications
- (traduction du latin) : Éloge de la folie, d'Érasme, texte traduit et annoté par Victor Larock, Bruxelles : Office de Publicité, 1957.